# Юахим Рьонинг
Юахим Рьонинг (на норвежки: Joachim Rønning) e норвежки кинорежисьор. В България е познат с филма „Бандитки“, който режисира заедно със сънародника си Еспен Санберг.